# 郑璇 (1968年)
郑璇（1968年3月—），女，中华人民共和国外交官，现任中华人民共和国驻莫桑比克共和国特命全权大使。

## 生平
郑璇曾任外交部外事管理司参赞。2017年，任驻意大利大使馆公使衔参赞、首席馆员，后升任公使、首席馆员。2024年，任外交部外事管理司公使。2025年5月，出任中华人民共和国驻莫桑比克大使。